# Lionel Wendt

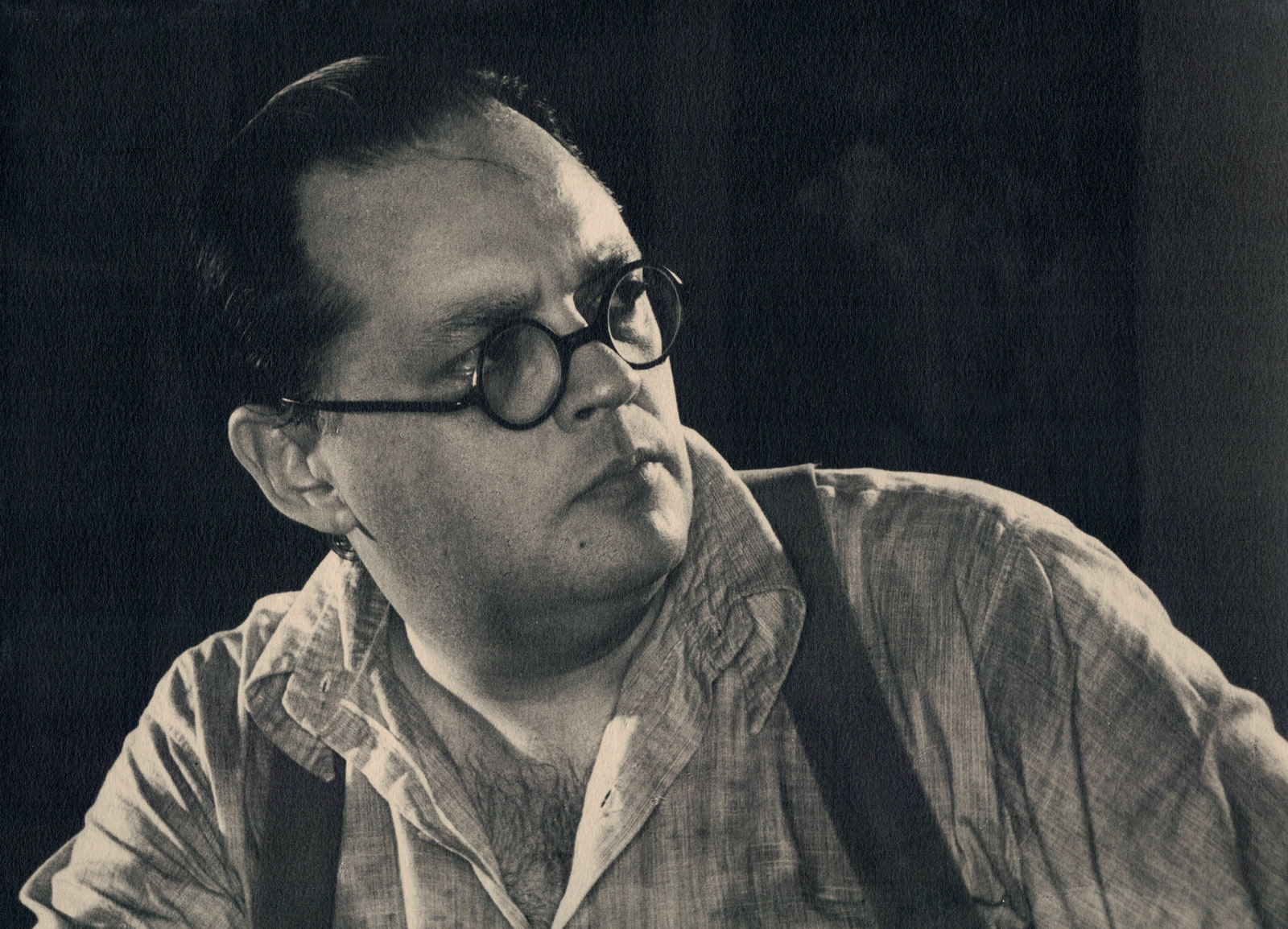
Lionel Wendt, Selbstporträt

Lionel Wendt (* 3. Dezember 1900; † 19. Dezember 1944 in Colombo) war ein sri-lankischer Pianist, Fotograf, Regisseur und Kritiker. Er war Leiter der Gruppe 43, einem sri-lankischen Künstlerkollektiv, das unter anderem aus George Keyt und Harold Peiris bestand.
Das ihm gewidmeten Lionel Wendt Art Center, ist eine bedeutende Colombo-Institution für Kunst und Theater.

## Biografie
Sein Vater, Henry Lorenz Wendt, kam aus der Burgher-Gemeinschaft, die aus gemischten Nachkommen europäischer Siedler besteht. Als Richter am Obersten Gerichtshof und Berater bei der Gesetzgebung, war er auch einer der Gründer der Amateur Photographic Society of Ceylon (1906). Ihrerseits war seine Mutter Amelia de Saram Singhalesisch. Als Tochter eines Bezirksrichters war sie aktive Sozialarbeiterin und organisierte zahlreiche Konzerte für gemeinnützige Organisationen. Lionels Vater starb, als er noch nicht elf Jahre alt war, und seine Mutter weniger als sieben Jahre später.
Trotz seiner bemerkenswerten musikalischen Talente hinderten Wendt damals die Familientraditionen und Gewohnheiten eine rein musikalische Karriere zu verfolgen. Dazu fuhr er 1919 nach London, um Jura im Inner Temple zu studieren. Die englische Hauptstadt bot ihm die Möglichkeit an, eine Fortbildung zum Pianisten im Royal Academy of Music unter der Leitung von Oscar Beringer zu absolvieren. Diese Jahre in Europa waren für ihn die Gelegenheit, die künstlerischen Bewegungen dieser Epoche zu entdecken: Surrealismus, Kubismus…
1924 kam er nach seiner Heimatinsel zurück. Obwohl er als Anwalt am Obersten Gerichtshof von Ceylon zugelassen war, übte er wenig Recht. Er gab lieber öffentliche Klavierabende, sowohl als Solist als auch als Begleiter. Im Jahr 1928 gab er das Recht für die Musik auf und entwickelte ein Interesse an der Avantgarde-Musik.

Lionel Wendt wurde zur Hauptfigur des einzigen Kreises avantgardistischer Künstler jener Zeit, zu dessen Mitgliedern auch sein Jugendfreund, der Maler George Keyt, gehörte. In seiner Autobiographie schreibt der Dichter Pablo Neruda, chilenischer Konsul in Colombo 1928–1929:
Ich stelle fest, dass der Pianist, Fotograf, Kritiker und Kino Mann Lionel Wendt der Mittelpunkt des kulturellen Lebens war, das zwischen dem Röcheln des Imperiums und einer Rückbesinnung auf Ceylons jungfräuliche Werte schwankte. Dieser Lionel Wendt, der eine große Bibliothek besaß und stets die neuesten Bücher aus England erhielt, hatte sich die ausgefallene und gute Gewohnheit zugelegt, jede Woche einen mit einem Sack Bücher beladenen Radfahrer in mein weit außerhalb der Stadt gelegenes Haus zu senden.
Lionel Wendt und seine Freunde versuchten, zur Bildung eines modernen nationalen Bewusstseins beizutragen. Sie waren fest überzeugt, dass die Zukunft ihres Landes nicht durch die Vernachlässigung eines alten Erbes oder die Ablehnung der westlichen Lebensweise aufgebaut werden kann, sondern dass sie in einer Vereinigung der beiden liegt.

## Fotografie
In den frühen 1930er Jahren, gab Lionel Wendt öffentliche Klavierabende weiter. Allerdings wird er eine neue Leidenschaft entdecken: die Fotografie. Es wird gesagt, dass Wendt in der Fotografie das ideale Mittel findet, um die Werte und den Lebensstil der Einwohner von Ceylon zu fördern.
1934 belebte Wendt mit einigen Fotografenfreunden die Amateur Photographic Society of Ceylon, die von seinem Vater gegründet wurde und dann in Photographic Society of Ceylon umbenannt wurde, die noch heute aktiv ist. Zwischen 1935 und 1944 nahm er an zahlreichen Ausstellungen in Ceylon teil. Seine Fotografien wurden auch in Europa ausgestellt, insbesondere 1938 auf einer von Leica unterstützten Einzelausstellung im Camera Club in London.
Durch seine Fotografien widerspiegelte Wendt die Kultur seines Landes. Wenn der maskulinische Körper sein Lieblingsthema ist, geht es auch um Landschaften, der Alltag, Architektur und Archäologie. Er verband Wissen und Interesse an modernen künstlerischen Bewegungen (Magritte, Man Ray, Chirico…) mit dem Ziel, das traditionelle ceylonesische Leben darzustellen. Seine blühende Fantasie erforderte eine Vielzahl von Techniken: Fotomontage, Fotocollage, Solarisation, Reliefdruck, Fotogramm… Wendt war empfindlich gegenüber Eugène Atgets Realismus, Man Rays Surrealismus und der Sozialdokumentation der Fotografen der Farm Security Administration.

## Song of Ceylon
1934 verband der britische Regisseur Basil Wright Wendt mit der Entwicklung seines Dokumentarfilms Song of Ceylon. Wendt, der von Wright als einer der sechs besten Fotografen der Welt bezeichnet wird, ist nicht nur der Erzähler des Films; sein fotografisches Auge und seine umfassende Kenntnis des Landes und seiner Kultur waren ein wichtiger Beitrag zu diesem als bedeutend geltenden Dokumentarfilm. In einem Interview, das 1949 in Mosquito (der ceylonischen Studentenzeitschrift in England) veröffentlicht wurde, zollte Basil Wright Lionel Wendt Tribut:
Ohne ihn hätte dieser Film nicht das sein können, was er ist. Denn hier war ein Mann, der Ceylon kannte, wie es nur wenige Männer taten, und er hatte Kontakt mit dem Avantgardekino jener Zeit, und er wusste, was die Dokumentarfilmer taten. Tatsächlich waren die einzigen beiden Leute, die ich in Ceylon traf und die damals etwas über Filme wussten, Wendt und George Keyt.
Die Zusammenarbeit zwischen Wendt und Wright wird nach den Dreharbeiten zu Song of Ceylon fortgesetzt. Der Fotograf blieb mehrmals in London, um Wrights Assistent in der von ihm gegründeten Firma zu werden. Wendt war der erste Ceylonese, der eine Beziehung zwischen Fotografie und Kino herstellte, als sich letzteres in den 1930er Jahren auf der Insel entwickelte.

## Förderer der Kunst
Lionel Wendt und George Keyt spielten eine führende Rolle bei der Förderung des Kandyan-Tanzes. Sie fungierten als wahre Gönner von Tänzern und Trommlern aus dem Kandy-Gebiet: Suramba und sein Bruder Jayana aus dem Dorf Anumugama, Ukkawa und sein Bruder Gunaya aus Nittawela. Diese Künstler werden zu den talentiertesten und bekanntesten Vertretern des Kandyan-Tanzes gehören.
Der Beitrag von Lionel Wendt zur Entwicklung der modernen Malerei in Sri Lanka kann nicht genug betont werden. Wendt war Abonnent zahlreicher Kunst- und Literaturzeitschriften wie The Studio, Cahiers d'art, Minotaure und Transition und war der äußerst engagierte Beschützer einer Gruppe von Malern. Er kaufte einige ihrer Werke, organisierte Ausstellungen und verteidigte diese Maler in den Zeitungen.
Am 29. August 1943 wurde die Gruppe 43 in Colombo mit Lionel Wendt als federführender Partner gegründet. Die konstituierende Sitzung der Gruppe fand in ihrem Haus statt. Ziel war es, unabhängige Künstler wie George Keyt, Ivan Peries und Justin Daraniyagala zusammenzubringen, die heute zu den besten Vertretern der Moderne Mitte des 20. Jahrhunderts in Asien zählen.

## Verschwinden
Lionel Wendt starb am 19. Dezember 1944 an einem Herzinfarkt in Colombo. An der Stelle seines Hauses, 18 Guilford Crescent, wird das Lionel Wendt Art Centre entstehen.
Leider wurden Wendts Negative, wie es in der Branche üblich war, von einem Testamentsvollstrecker zerstört. Eine begrenzte Anzahl seiner Abzüge überlebte ihn jedoch.